# نورمان موردوك
نورمان موردوك (بالإنجليزية: Norman Murdock)‏ هو سياسي أمريكي، ولد في 6 نوفمبر 1931 في سينسيناتي في الولايات المتحدة، وتوفي في 11 سبتمبر 2010 في بويسي في الولايات المتحدة. حزبياً، نشط في الحزب الجمهوري. وقد انتخب عضو مجلس نواب أوهايو.